# Verde cian

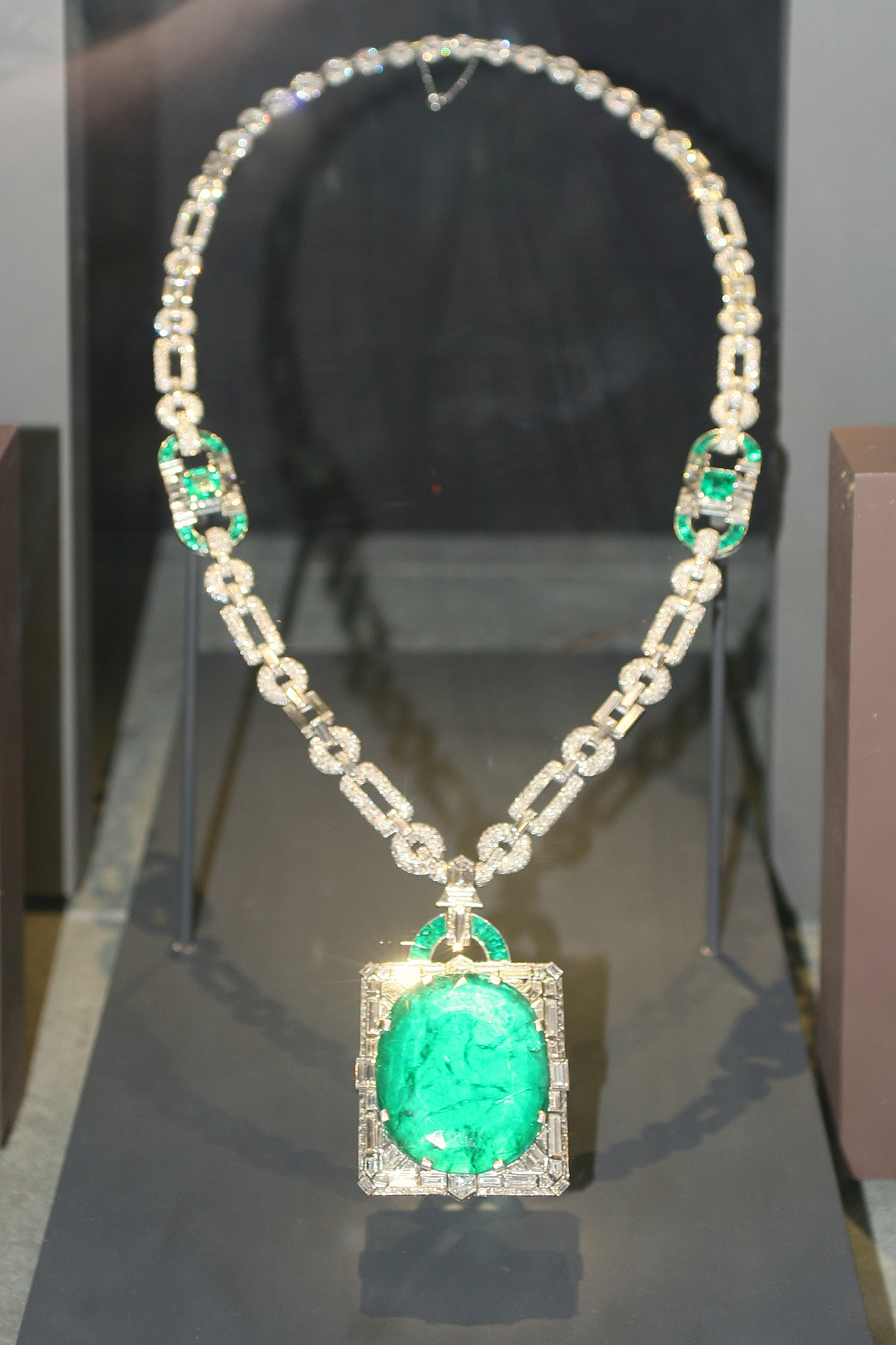
Esmeralda colombiana de color esmeralda claro.

Verde cian es una coloración inespecífica o gama de colores intermedios situados entre el verde y cian que forman parte tanto del círculo cromático CMY y RGB, como del espectro visible de la luz. El rango de matiz verde cian está entre los 141° y 169°.
En la naturaleza, un referente puede ser el color de las esmeraldas más claras y brillantes.
Cuando se trata de un color verde cian oscuro, se le denomina verde azulado y cuando es claro se le suele llamar menta. El color complementario del verde cian es el fucsia.
La siguiente es una muestra, con colores web en su mayoría, de tonos situados en el espectro entre el verde y el cian:
|            | Malaquita          | Verde primavera HTML | Verde primavera medio | Aguamarina          | Verde caribeño      |
|            |                    |                      |                       |                     |                     |
| HTML       | #0BDA51            | #00FF7F              | #00FA9A               | #7FFFD4             | #00CC99             |
| RGB        | (11, 218, 81)      | (0, 255, 127)        | (0, 250, 154)         | (127, 255, 212)     | (0, 204, 153)       |
| HSV        | (140°, 95 %, 85 %) | (150°, 100 %, 100 %) | (157°, 100 %, 98 %)   | (160°, 50 %, 100 %) | (165°, 100 %, 80 %) |
| Referencia | [ 2 ]              | HTML                 | [ 3 ]                 | X11                 | Crayola             |

## Galería

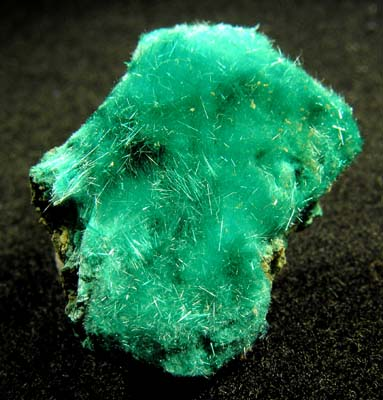
Mineral brochantita
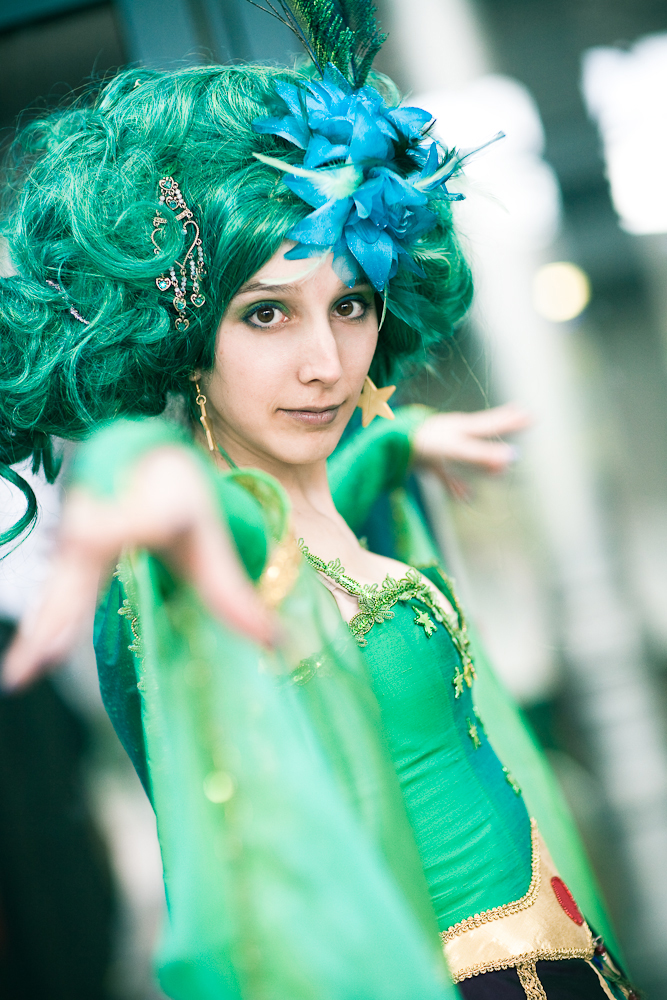
Vestuario y cabello en verde cian
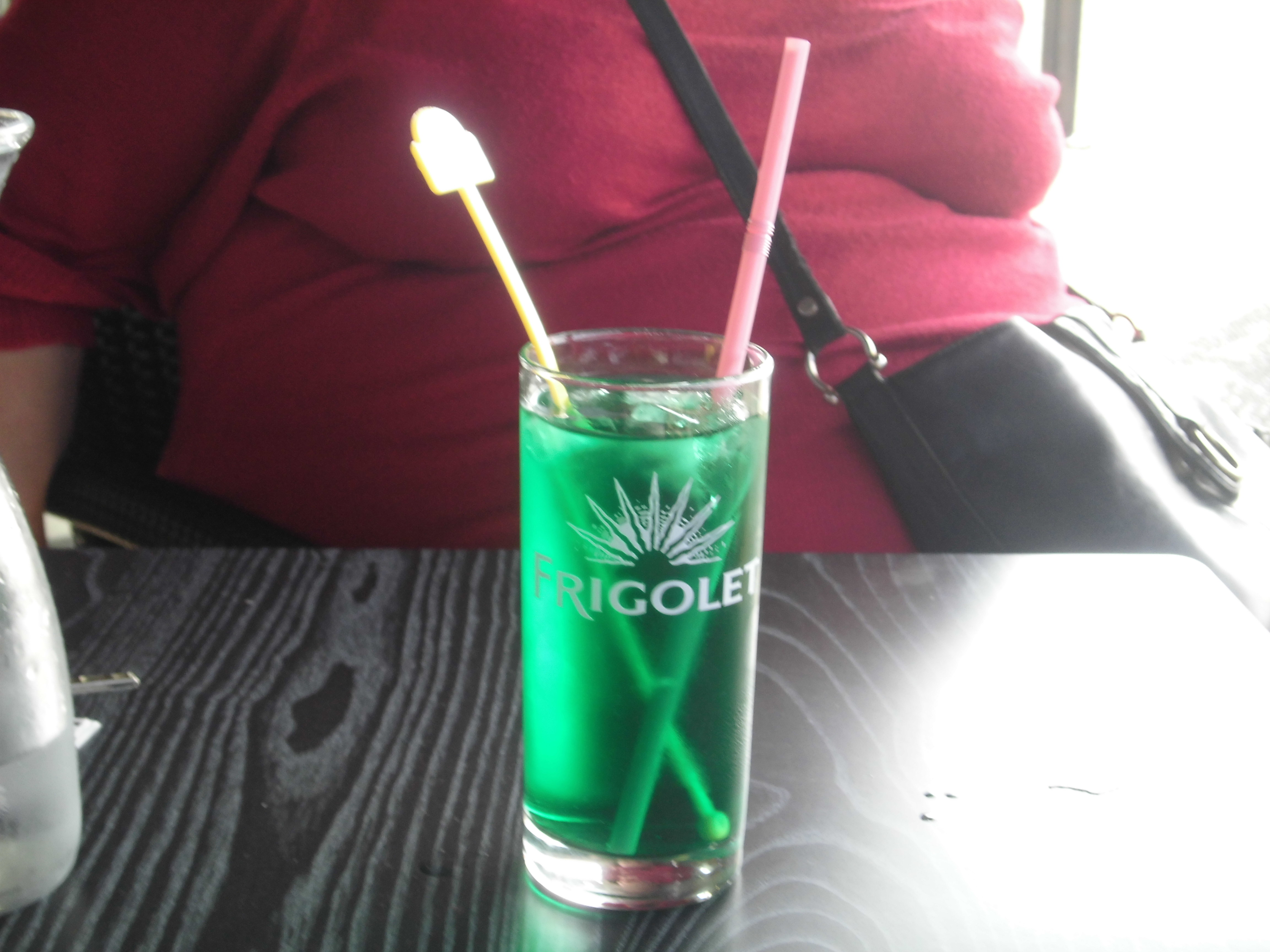
Jarabe de menta
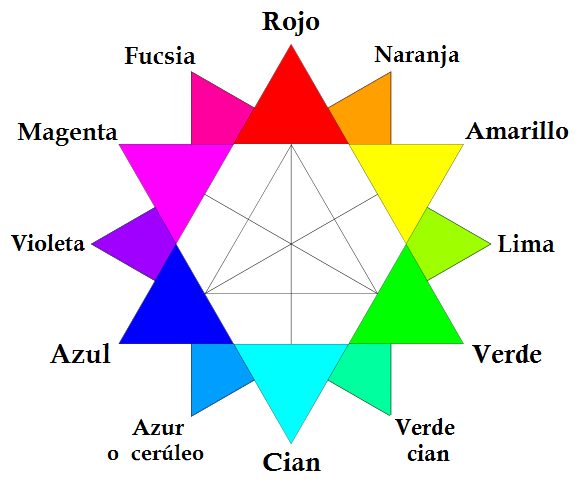
Localización del verde cian en el círculo cromático aditivo
Verde cian en un círculo cromático de 1908